# Lopholepis ornithocephala
Lopholepis ornithocephala là một loài thực vật có hoa trong họ Hòa thảo. Loài này được (Hook.) Steud. mô tả khoa học đầu tiên năm 1854.